# Aérodrome de Ferkessédougou
L'aéroport de Ferkessédougou est un aéroport desservant Ferkessédougou en Côte d'Ivoire.

## Situation
| Abidjan Bouaké Korhogo Man Odienné San Pédro |